# Индекс TIOBE

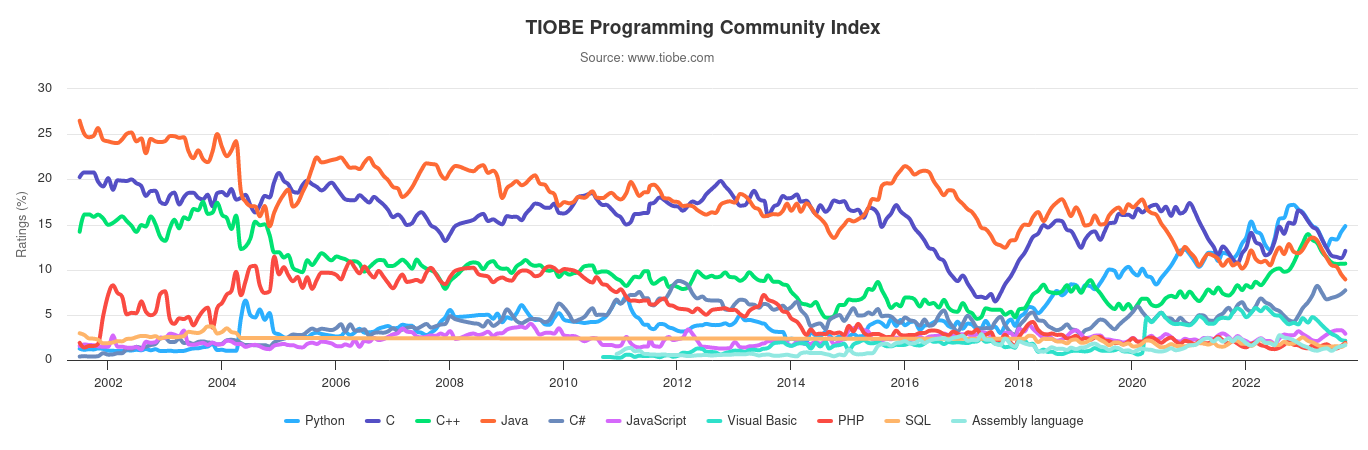
Индекс TIOBE с 2002 по 2022 год

Индекс TIOBE (TIOBE programming community index) — индекс, оценивающий популярность языков программирования, на основе подсчёта результатов поисковых запросов, содержащих название языка (запрос вида +"<language> programming").
Для формирования индекса используется поиск в нескольких наиболее посещаемых (по данным Alexa) порталах: Google, Blogger, Wikipedia, YouTube, Baidu, Yahoo!, Bing, Amazon. Расчёт индекса происходит ежемесячно. Текущая информация предоставляется бесплатно, но статистика за длительные периоды доступна только за плату (от 1,5 до 5 тыс. долларов США).
Авторы индекса считают, что он может быть полезен при принятии стратегических решений.
По заявлениям создателей, индекс TIOBE не ранжирует языки по качеству или количеству написанного кода. Проект подразумевает, что может существовать корреляция между количеством найденных страниц и количеством инженеров, курсов и вакансий.
Название компании, TIOBE (англ. The Importance Of Being Earnest) является отсылкой к пьесе Оскара Уайлда «Как важно быть серьёзным».

## Методика
Методика расчета индекса очень чувствительна к внутренним алгоритмам и политикам поисковых систем, в частности, к алгоритму оценки количества найденных страниц. Например, в апреле 2004 года после проведения в поисковой системе Google очистки от нечестных способов продвижения сайтов, произошло резкое падение значения индекса для языков Java и C++, хотя они и остались на вершине таблицы. Для борьбы с такими флуктуациями TIOBE начал использовать большее количество поисковых систем.
Используется многими авторами в научных статьях при сравнении популярности языков программирования, несмотря на его косвенные, проприетарные методики и платность набора исходных данных.

## Рассматриваемые языки
TIOBE ориентируется на полные по Тьюрингу языки, поэтому популярность, к примеру, XML, HTML или базовый SQL не исследуется. В то же время расширения SQL, такие как PL/SQL и T-SQL входят в индекс.
Кроме Тьюринг-полноты, авторы индекса требуют от исследуемого языка наличие статьи в Википедии, в которой было бы чётко указано, что язык является языком программирования. По этому критерию в индекс не были включены Ruby on Rails, Excel, Android, Boost, Cocoa, ASP, AJAX.

### Язык года
Каждый год, начиная с 2003, авторами TIOBE выбирается язык года (Programming Language of the Year):
- 2023 C#
- 2022 C++
- 2021 Python
- 2020 Python
- 2019 C
- 2018 Python
- 2017 C
- 2016 Go
- 2015 Java
- 2014 JavaScript
- 2013 Transact-SQL
- 2012 Objective-C
- 2011 Objective-C
- 2010 Python
- 2009 Go
- 2008 C
- 2007 Python
- 2006 Ruby
- 2005 Java
- 2004 PHP
- 2003 C++

## Критика
Tim Bunce, автор Perl DBI, критиковал индекс и методы, используемые при ранжировании. В частности, он утверждал, что рейтинг уязвим для «накруток» сторонниками того или иного языка.